# Terunobu Fujimori
Terunobu Fujimori (藤森 照信, Fujimori Terunobu), né le 21 novembre 1946 est un architecte et historien japonais de l'architecture.
Durant les années 1970 et 80, il étudie les premières apparitions des bâtiments occidentaux et inhabituels dans la ville et ne s'occupe pas d'architecture avant d'avoir dépassé la quarantaine. Son travail est considéré par beaucoup comme excentrique mais se caractérise par son utilisation de matériaux naturels.
Même s'il est bien connu au Japon comme chroniqueur culturel, il n'est pas très connu en Occident jusqu'à ce qu'il représente le Japon à la Biennale de Venise de 2006.

## Biographie
Fujimori naît à Miyakawa (ja) dans la préfecture de Nagano (maintenant la ville de Chino). Il étudie à l'Université de Tōhoku avant d'intégrer l'Université de Tōkyō. Il est actuellement professeur à l'Institut universitaire de science industrielle de Tokyo.
Tandis qu'il rédige sa thèse dans les années 1970, Fujimori crée les « détectives de l'architecture ». Dans ce groupe, lui et ses collègues parcourent la ville pour trouver et photographier les premiers bâtiments de style occidental. Douze ans de travail sur ce sujet aboutissent à la publication du livre Adventures of an Architectural Detective: Tokyo (1986). En 1986 Fujimori fonde la « Société d'observation de la chaussée » avec Genpei Akasegawa, Shinbo Minami, Joji Hayashi et Tetsuo Matsuda. Le groupe enregistre les motifs inhabituels mais naturellement présents dans la ville comme exemple le modèle laissé par un arbre sur un mur en béton[pas clair] ou une poubelle qui a été déformée pour former un siège. Leur étude a été comparée à celle de Venturi et Scott-Brown intitulée Learning from Las Vegas.
En 1991, Fujimori commence à pratiquer l'architecture avec son premier ouvrage, le musée historique Jinchokan Moriya situé dans la préfecture de Nagano. Parmi les influences architecturales qui imprègnent son travail figurent Le Corbusier, Claude Nicolas Ledoux, Takamasa Yoshizaka, le sanctuaire d'Ise et les pierres de Calanais. Son architecture se caractérise par l'excentricité et l'humour, 
l'utilisation expérimentale de matériaux naturels et la subversion des techniques traditionnelles. Bien que le musée historique Jinchokan Moriya soit critiqué pour avoir simplement enveloppé une structure de béton en matériaux naturels, il est salué par l'architecte Kengo Kuma comme « générant des sentiments affectueux de familiarité chez des personnes qui n'ont jamais vu cela auparavant ».
Bien connu au Japon comme auteur, chroniqueur culturel et animateur de télévision, il est relativement inconnu en Occident jusqu'à ce qu'il représente le Japon à la Biennale 2006 de Venise. Son exposition dans le pavillon japonais montre des maisons où germent des poireaux et des pissenlits. Comme le thème de la Biennale est « la ville », Fujimori inclut une hutte faite de ficelle de riz tissées abritant une présentation de diapositives de l’œuvre de ROJO (?). En 2010, il contribue pour la « maison du scarabée » à l'un des sept modèles de l'exposition 1:1 Architects Build Small Spaces du Victoria and Albert Museum.
Son travail avec ROJO laisse une impression sur de jeunes architectes comme Yoshiharu Tsukamoto et Momoyo Kajima de l'Atelier Bow-Wow. Comme l'a fait Fujimori avant eux, ils sondent la ville à la recherche d'architecture « pas bonne » et publient leurs résultats dans le livre Made in Tōkyō.

## Maison de thé Takasugi-an (2003–2004)
Située à Chino dans la préfecture de Nagano, la maison de thé Takasugi-an est composée de quatre tatami et demi et soutenue six mètres au-dessus du sol sur deux arbres porteurs (dont le nom signifie littéralement « maison de thé trop élevée »). Plutôt que d'utiliser la méthode traditionnelle d'entrer dans une maison de thé en se baissant, le visiteur gravit une échelle. Fujimori joue d'une manière moderne avec les éléments traditionnels d'une maison de thé. Par exemple, le rouleau peint (kakejiku) qui donne normalement un indice sur la période de l'année est remplacé par une grande fenêtre qui encadre une vue de la ville où Fujimori a grandi. Il est soutenu par deux marronniers coupés et installés sur le site en provenance d'une montagne voisine.

## Onsen Lamune (2004–2005)

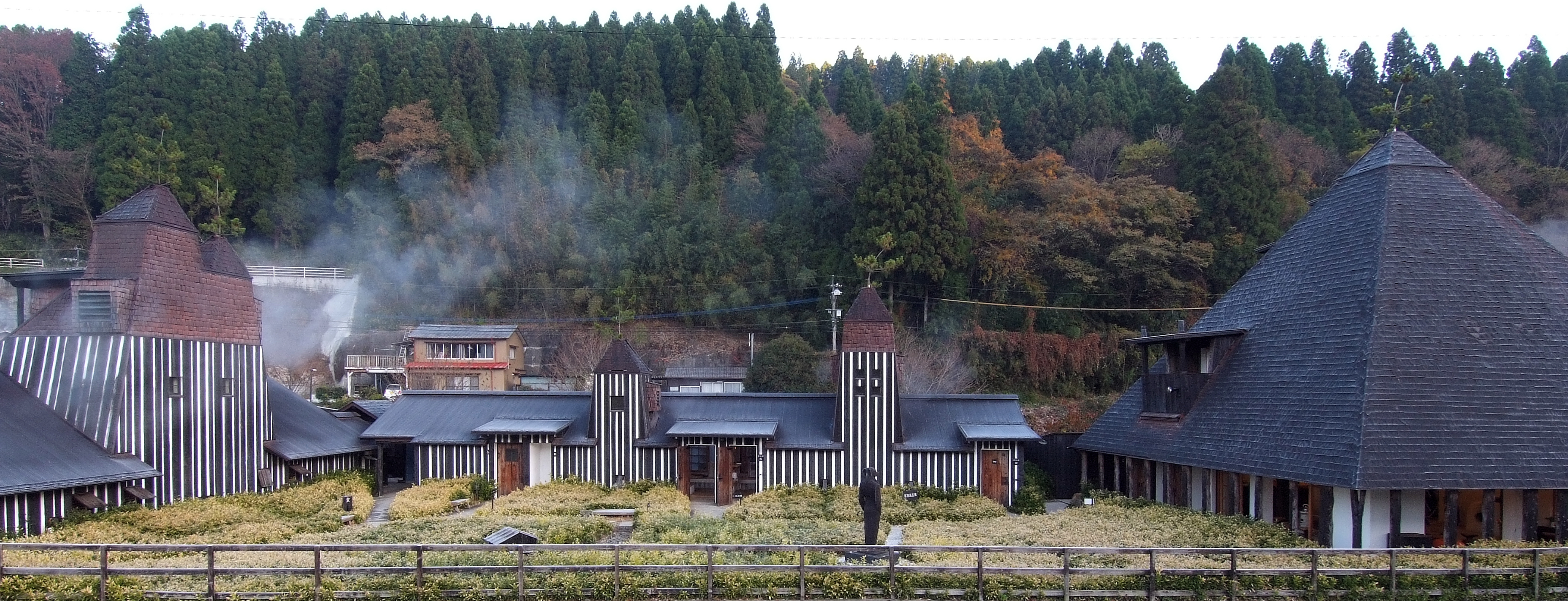
Onsen Lamune

L'onsen Lamune se trouve à Takeda dans la préfecture d'Ōita. Lamune est le nom d'une populaire boisson gazeuse qui ressemble à l'eau gazeuse chaude caractéristique de la région. Le onsen est détenu par le propriétaire d'une proche auberge japonaise traditionnelle utilisée par les clients comme par le public. La façade est composée de bandes alternées verticales de cèdre carbonisé et de mortier blanc. Ses nombreuses tours agissent comme des échappements pour laisser sortir la vapeur et sont couvertes de feuilles de cuivre roulées à la main. Le sommet de chaque tour est planté d'un pin vivant. La salle d'attente dispose d'un mobilier sculpté de cèdre brûlé et des coquillages de nacre sont incrustés dans un mur de la section des hommes.

## Musée d'art Nemunoki (2004–2006)

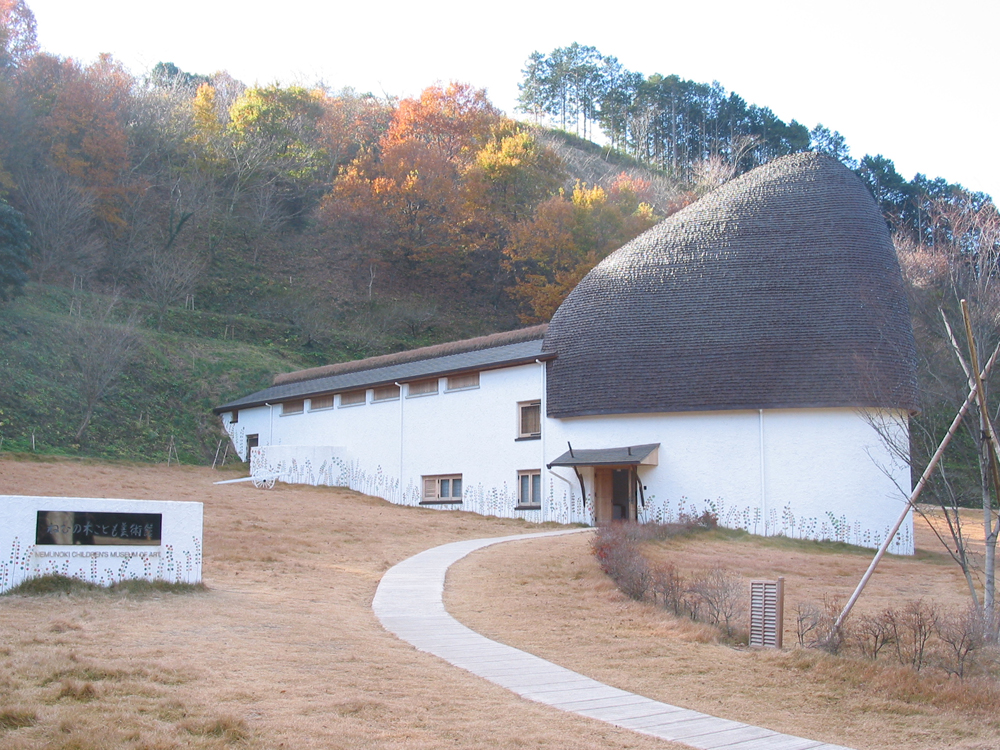
« Gland » au musée Nemunoki pour enfants

Le musée d'art Nemunoki se trouve à Kakegawa dans la préfecture de Shizuoka. Il est conçu pour héberger les créations artistiques réalisées par des enfants handicapés physiques d'un institut créé en 1967 par la chanteuse et actrice japonaise Mariko Miyagi. Fujimori compare sa conception à un « mammouth poilu » émergeant de la colline. Le toit de cuivre roulé à la main est relié à la colline par une ligne d'herbe le long de la crête. Le parcours à travers le musée est chorégraphié de façon à emmener le visiteur de la réception vers un jardin paysager avant de rentrer dans le musée par une petite porte à l'arrière. Cet itinéraire est conçu pour offrir une parenthèse pour la purification et la contemplation de la vie quotidienne avant de regarder les œuvres d'art. L'intérieur blanc simple est ponctué par un écran en treillis au-dessus de la galerie principale qui n'est pas sans rappeler la colonne vertébrale du mammouth.

## Prix et distinctions
- Prix Mainichi de la culture (pour les plans Meiji pour Tōkyō)
- Prix Suntory des sciences sociales et des humanités (pour Adventures of an Architectural Detective: Tokyo)
- Grand prix du Japon de l'art pour la maison Nira (Leek)
- Prix de l'Institut d'architecture du Japon pour le dortoir étudiant de l'université d'agriculture de Kumamoto (2001)

## Quelques réalisations
- 1991 : Musée historique Jinchokan Moriya, Chino, préfecture de Nagano
- 1995 : Maison pissenlit, Kokubunji (Tokyo)
- 1997 : Maison Nira (maison du poireau), Machida, Tokyo
- 2004 : Maison de thé Takasugi-an, Chino, préfecture de Nagano
- 2009 : Maison du chocolat, Kokubunji, Tokyo
- 2009 : Maison toit, préfecture de Shiga

## Crédit d'auteurs
- (en) Cet article est partiellement ou en totalité issu de l’article de Wikipédia en anglais intitulé « Terunobu Fujimori » (voir la liste des auteurs).